# ユディトとホロフェルネス (ヴェロネーゼ、カーン美術館)
『ユディトとホロフェルネス』（伊: Giuditta e Oloferne, 仏: Judith et Holopherne, 英: Judith and Holofernes）は、ルネサンス期のヴェネツィア派の画家パオロ・ヴェロネーゼが1580年頃に制作した絵画である。油彩。主題は『旧約聖書』の外典「ユディト記」で言及されているホロフェルネスを殺す女傑ユディトの物語から採られている。『旧約聖書』のヒロインたち（リベカ、スザンナ、ユディト、エステル）を描いた4点の絵画の1つ。現在はフランス北西部のカルヴァドス県カーンにあるカーン美術館に所蔵されている。また異なるバージョンがウィーンの美術史美術館とジェノヴァのストラーダ・ヌオーヴァ美術館に所蔵されている。

## 主題
「ユディト記」によると、ユディトはベツリアに住む美しい未亡人で、唯一神に対する篤い信仰心の持ち主であった。アッシリアの王ネブカドネザル2世はメディア王国との戦争に勝利したのち、非協力的であったイスラエルをふくむ地中海東岸の諸都市を滅ぼすため、司令官ホロフェルネスに大軍を与えて派遣した。ホロフェルネスは諸都市を攻略したのちイスラエルに迫り、ベツリアを包囲した。町の指導者オジアスは降伏を決意したが、ユディトはオジアスと人々を励ました。ユディトは身なりを整えたのち、召使の女を連れてホロフェルネスの陣営に赴き、ホロフェルネスに行軍の道案内を申し出ると、美しいユディトは歓迎された。ホロフェルネスは彼女を酒宴に招いて口説こうとしたが、彼女に魅了されて泥酔してしまった。そこでユディトはホロフェルネスの剣で彼の首を切り離した。そして召使が首を袋に入れると、彼女とともにベツリアに帰還した。

## 作品
ヴェロネーゼは敵対するホロフェルネスを殺害したユディトを描いている。ヴェロネーゼはユディトの物語の中で最も勇壮なエピソードを選ばなかった。ここで描かれているのはホロフェルネスのテントの中で起こった英雄的行為の後の場面である。金髪のユディトは自ら殺害したばかりの将軍の死体が横たわるベッドの端に座り、凶暴さと嫌悪感が入り混じった表情で血まみれの死体から顔を背けながら切断したホロフェルネスの首を掴んでいる。画面右ではユディトに仕える黒人女性の召使が鑑賞者に背中を見せて立ち、袋を開けて待っており、ホロフェルネスの首を受け取ってベツリアの城壁まで逃げる準備をしている。彼女は豪華な赤い服を着ており、真珠のネックレスや頭飾りを身に着けている。しかし残虐な行為に集中していたためであろう、彼女の服ははだけ、スカートも膝丈までまくり上げており、左の肩と胸、腕、右足が露出している。構図の水平性は2人の女性の間に配置された松明で崩されている。これによりヴェロネーゼはユディトの官能的で野性的な美しさと、召使の素朴さや逞しさを対比させている。画面左ではホロフェルネスの浅黒い遺体はベッドのシーツの白さによって強調されている。重厚なテントが劇場のカーテンのように空間を閉ざす中、背景のテントの開口部はユディトと召使の逃走経路となり、そこから覗くベツリアの城壁が対角線を形成し、視線を星空へと向けさせる。
女性の衣服はヴェロネーゼが活躍した当時のヴェネツィア社会を物語っている。ベルベット、サテン、ダマスク織、シルクなどの生地やドレープの表現に細心の注意が払われている。また召使の衣装の縞模様は奴隷の地位を示したと考えられている。黒人奴隷の召使はヴェネツィアの貴族階級で実際に求められた。ヴェロネーゼは明らかにヴェネツィアの演劇やカーニバルから着想を得ており、表情豊かなポーズ、英雄的なアクション、魅力的なヒロイン、強調された剣や甲冑など、ここに描かれたものはすべて演劇のセットや劇の展開を彷彿とさせる。遠景の平面的な星空と城壁は演劇背景のようである。興味深いことにこの作品は政治的なニュアンスをも含んでいる。白いベッドシーツのレースの縁取りや画面右の軍旗にはハプスブルク家の双頭の鷲の紋章が描かれており、ホロフェルネスとその軍隊が国王フェリペ2世によって統治されたスペイン・ハプスブルク帝国と同化され、ユディットはスペインに立ち向かうヴェネツィア共和国の独立の象徴として描かれている。これはヴェネツィアの領土拡大により近隣諸国との衝突、特に広大なスペインとの対立が深まったことを暗に示している。さらに登場人物の肌の色がそれぞれ異なることも注目される。ユディトの白い肌は、ホロフェルネスの浅黒い肌や召使の黒い肌と対照的である。これはユディトがヨーロッパを象徴し、ホロフェルネスが東洋を、召使がアフリカを象徴しており、ヨーロッパがそれぞれと対峙しているかのようである。そして画面におけるユディトの中心的位置はヴェネツィア共和国がジェノヴァとともに地中海貿易を支配しており、三大陸を結ぶ要となっていることを示していると思われる。
ヴェロネーゼはユディトの物語を3つのバージョンで描いたことが知られている。本作品の真筆性については議論されてきたが、現在では研究者たちはヴェロネーゼの工房、特に構図全体のデザインに対するヴェロネーゼの独創性および特定の箇所にヴェロネーゼの手が入っていると認めることに同意している。
キャンバスのサイズは本来のサイズより縮小されたと思われる。その後、キャンバスの追加により拡張されたが、しかし現在のサイズは本来のものよりも小さい。この追加は現在でも確認できる。

## 来歴
絵画はカルロ・リドルフィがヴェネツィアのカーサ・ボナルディで見た英雄的な女性を描いた4点の絵画の1つとして記録されている。その後、4点の絵画はドイツ出身の銀行家、美術収集家エバーハルト・ジャバッハの手に渡り、1662年にフランス国王ルイ14世によって購入された。『ユディトとホロフェルネス』は1811年にカーン美術館に寄託され、2007年に無償譲渡された。他の3作品のうち『スザンナと長老たち』（Susanna e i vecchioni）と『失神するエステル』（Lo svenimento di Ester）はルーヴル美術館に、『エリエゼルとリベカ』はヴェルサイユ宮殿に所蔵されている。

## ギャラリー
同主題の他のヴェロネーゼ作品

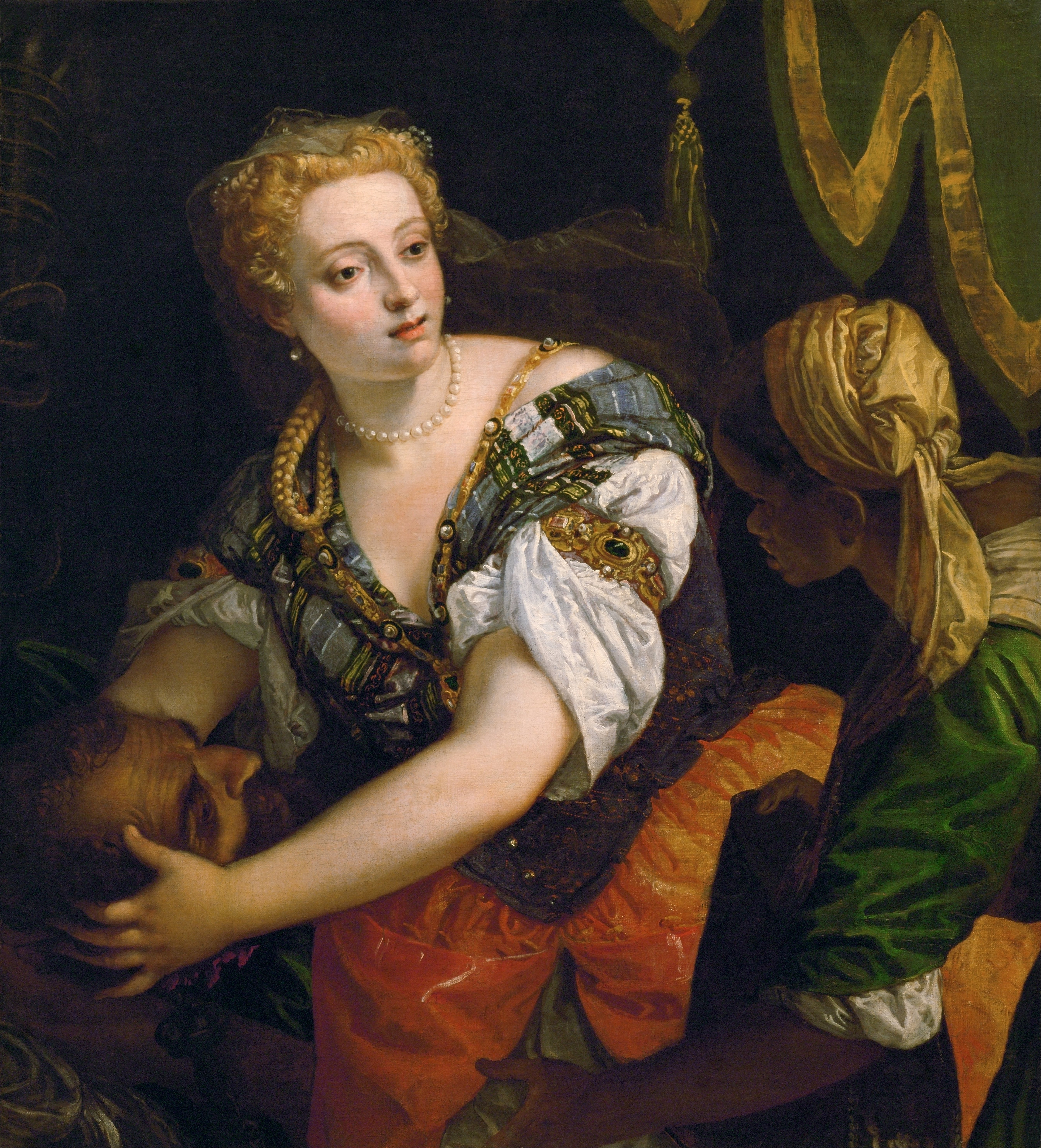
『ホロフェルネスの首を持つユディト』1575年-1580年 美術史美術館所蔵
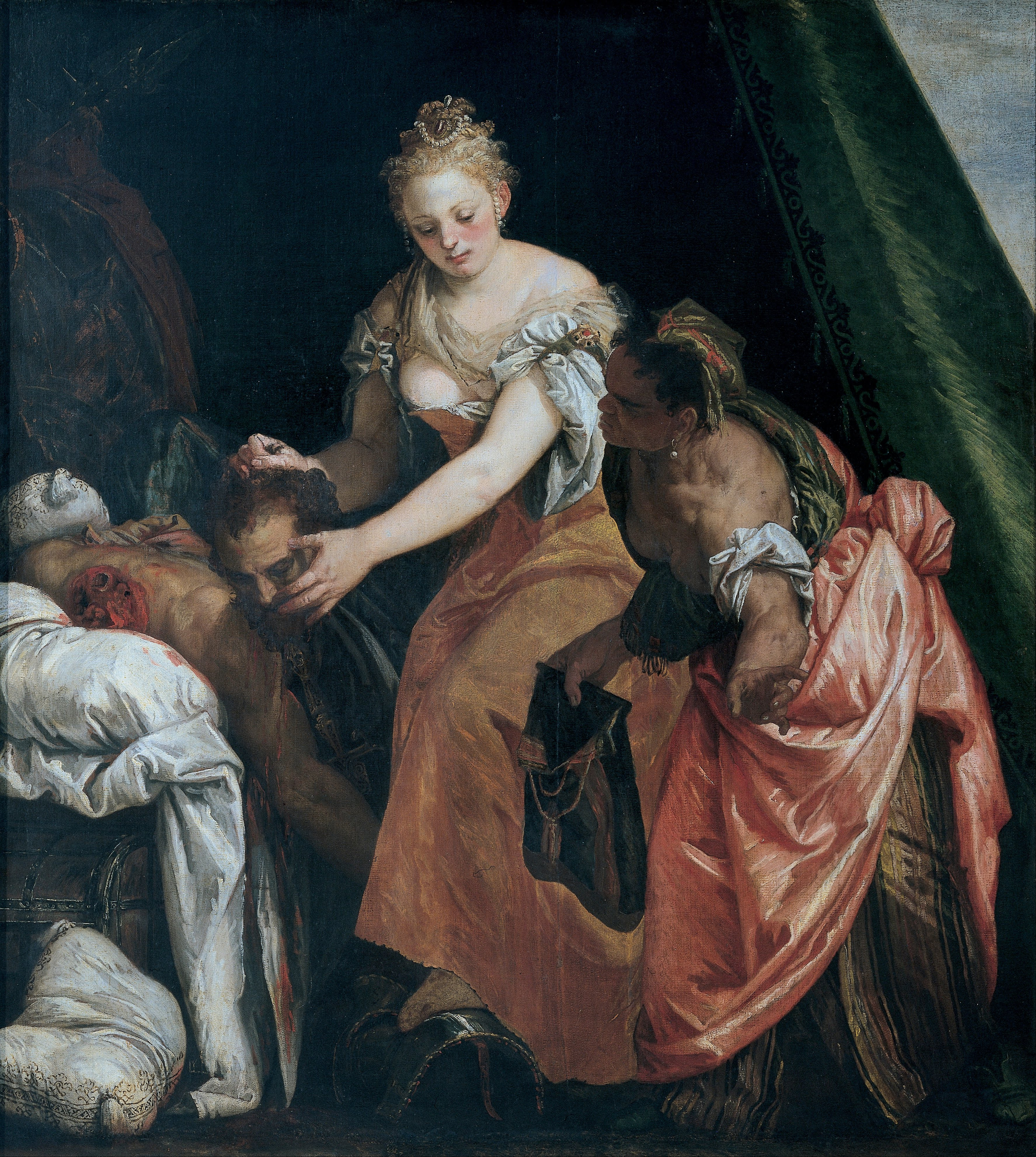
『ユディトとホロフェルネス』1580年頃 ストラーダ・ヌオーヴァ美術館（英語版）所蔵

カーサ・ボナルディに由来する他のヴェロネーゼ作品

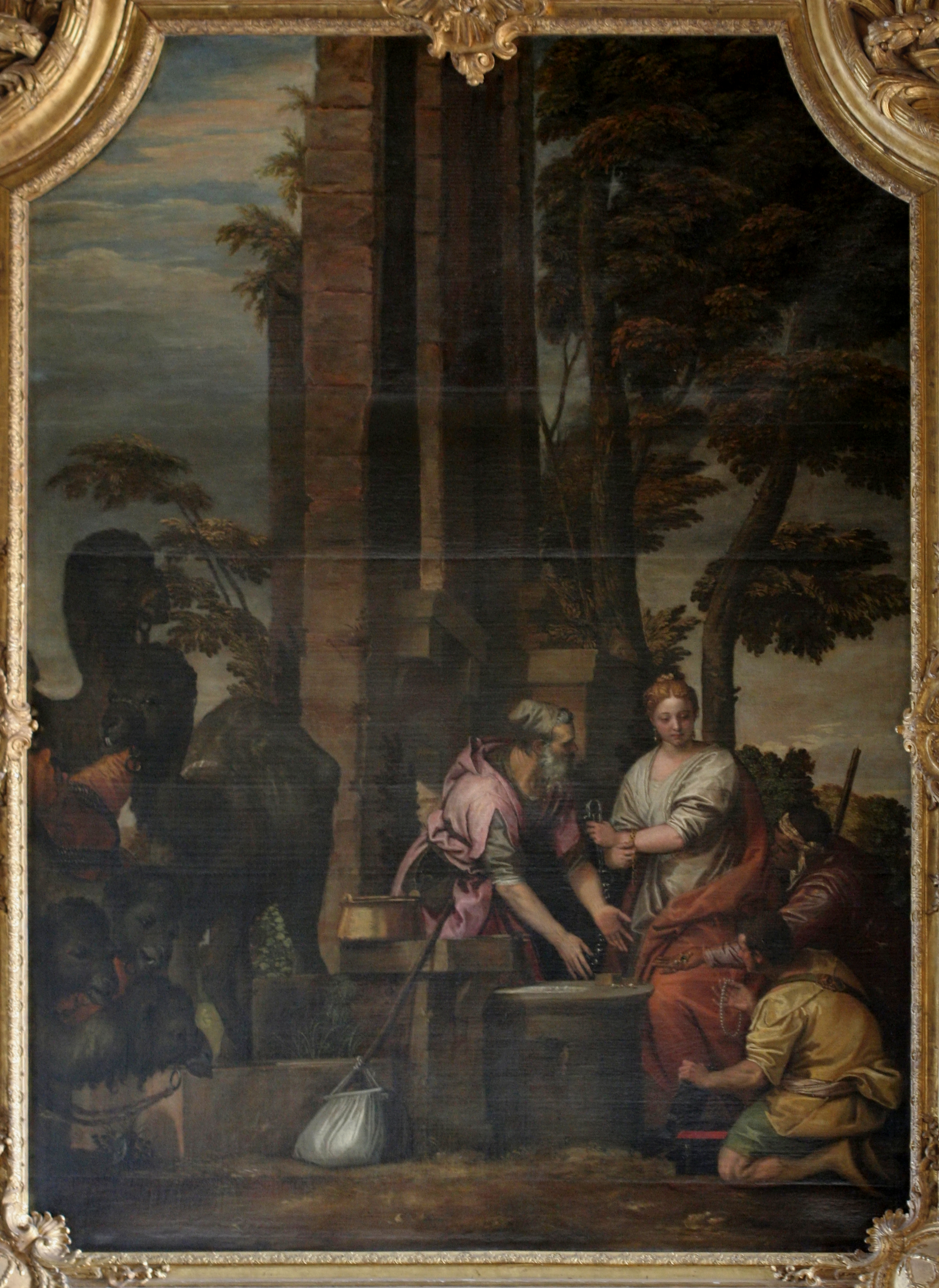
『エリエゼルとリベカ』ヴェルサイユ宮殿所蔵
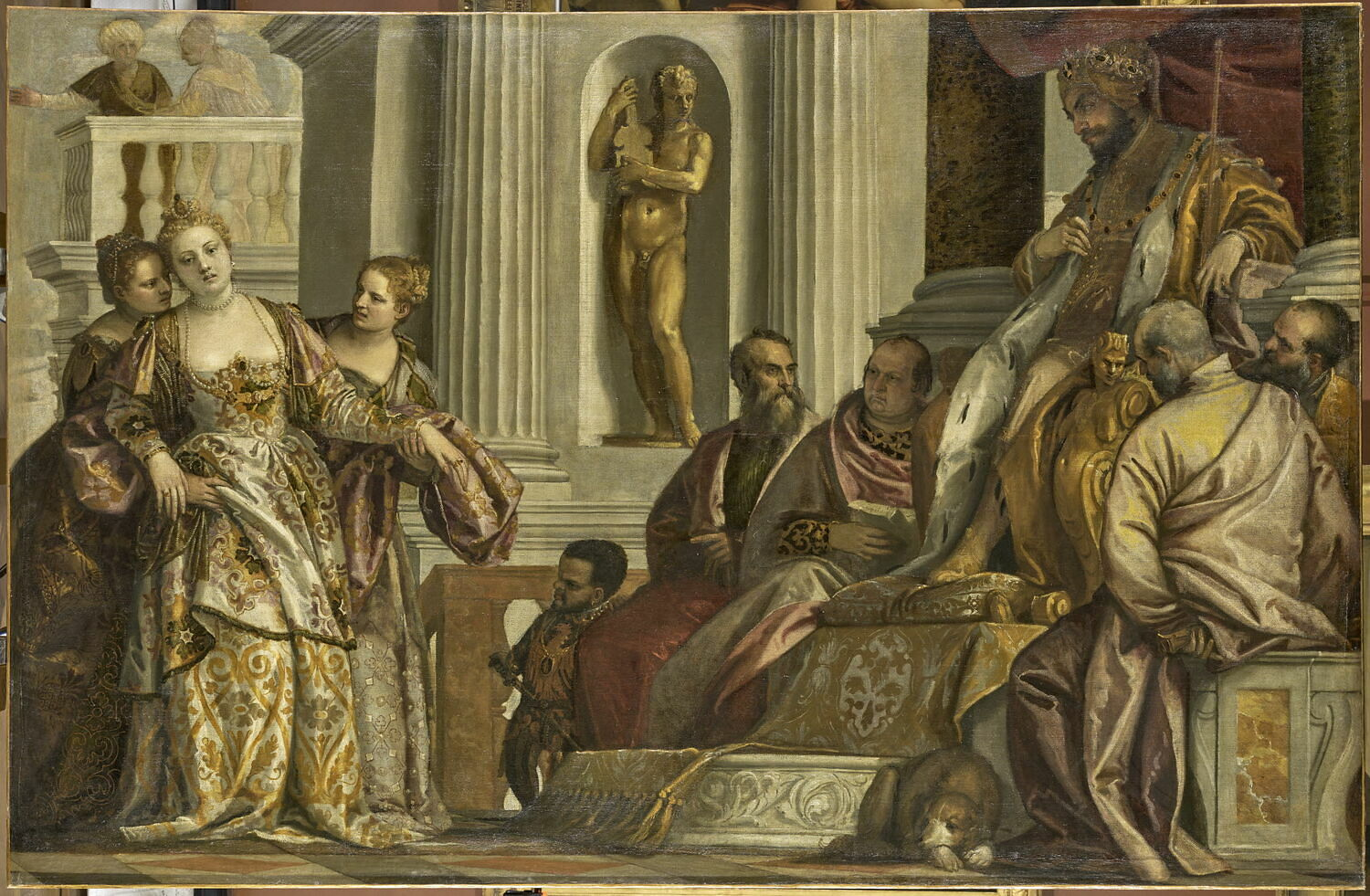
『失神するエステル』ルーヴル美術館所蔵
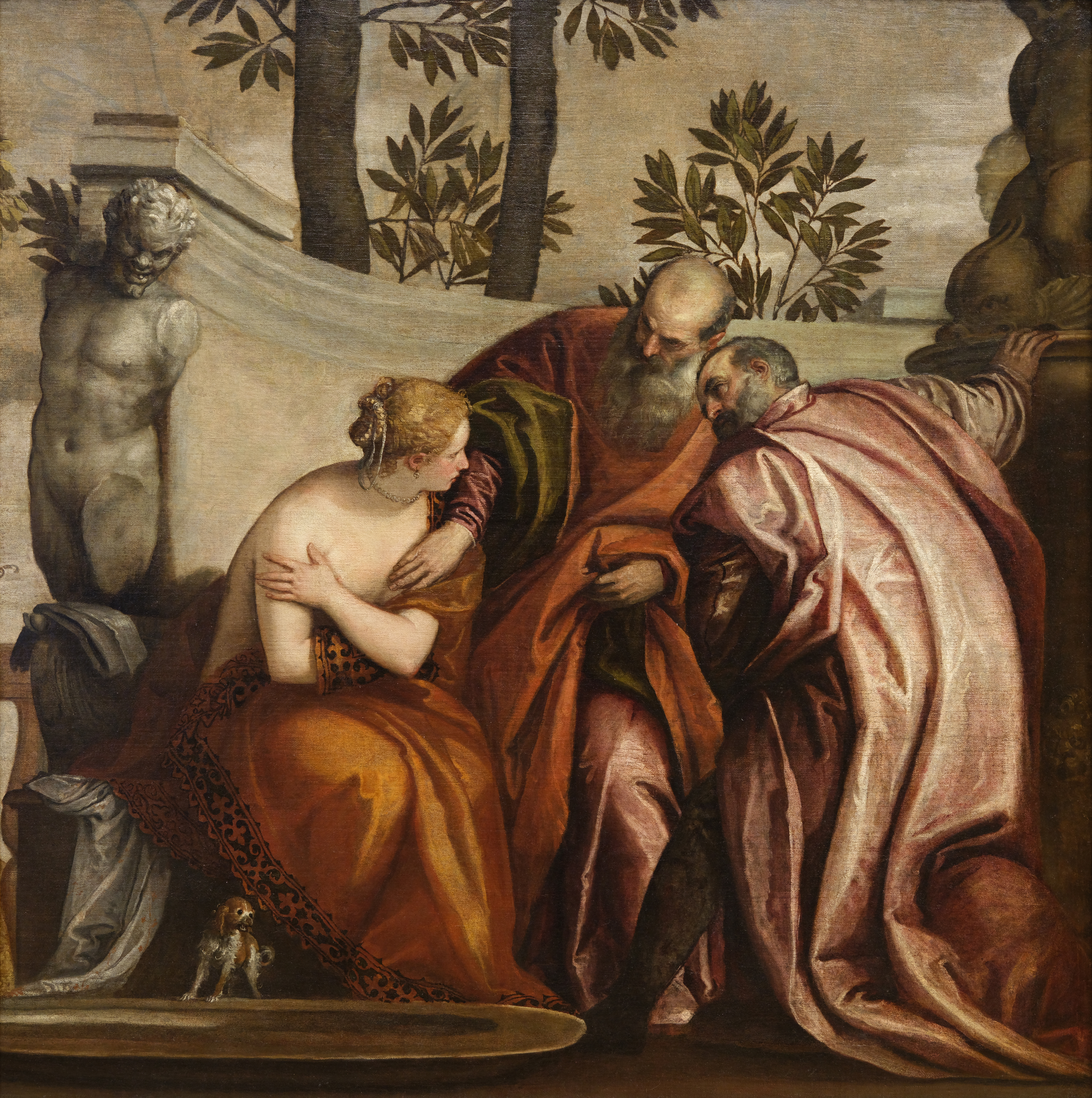
『スザンナと長老たち』ルーヴル美術館所蔵